# Rohan Bopanna
Rohan Bopanna (Bangalore, 4 marzo 1980) è un tennista indiano.
È un ex numero 1 della classifica mondiale ATP di doppio.
Specialista del doppio, ha vinto 26 titoli del circuito maggiore tra cui gli Australian Open 2024 con Matthew Ebden e ha raggiunto le finali agli US Open nel 2010 con Aisam-ul-Haq Qureshi e nel 2023 con Ebden. È stato finalista anche alle ATP World Tour Finals del 2012 e 2015. 
Ha vinto inoltre il titolo in doppio misto al Roland Garros 2017. 
Ha raggiunto per la prima volta il 1º posto del ranking ATP il 29 gennaio 2024 all'età record di 43 anni.
In singolare ha vinto alcuni titoli nei circuiti minori e non è andato oltre la 213ª posizione mondiale del 23 luglio 2007.

## Biografia
Ha fatto per lungo tempo coppia in doppio con il pakistano Aisam-ul-Haq Qureshi, cercando di sensibilizzare i rispettivi Paesi verso la cessazione delle ostilità. Giocano i primi tornei assieme nel 2003 e fanno coppia con maggiore frequenza dal 2007 al 2011, e per le loro iniziative umanitarie nel 2010 si sono visti assegnare il premio ATP Arthur Ashe Humanitarian of the Year. Sono tornati a giocare assieme nel 2014 e nel 2021. Nel corso della carriera hanno ricevuto premi umanitari da diverse altre organizzazioni.

## Carriera

### 1999-2002, inizi, primi titoli ITF, esordio in Coppa Davis
Fa le sue prime apparizioni tra i professionisti nell'ITF Men's Circuit e nelle ATP Challenger Series tra il 1999 e il 2000; inizia a giocare con continuità verso la fine del 2001 e disputa le prime finali ITF sia in singolare che in doppio. Inizia la stagione 2002 esordendo nel circuito maggiore con una sconfitta in doppio al primo turno di Chennai. A febbraio alza il primo trofeo da professionista vincendo il torneo di doppio all'ITF United Arab Emirates F2 e vince in doppio anche il successivo Sri Lanka F1. Il primo titolo in singolare arriva a marzo all'India F2, dove vince anche il suo terzo titolo in doppio. A settembre debutta nella squadra indiana di Coppa Davis con una sconfitta in singolare nella sfida persa 5-0 contro la Gran Bretagna. Già a inizio carriera si dimostra più competitivo in doppio e chiude la stagione 2002 con 4 titoli ITF in doppio e 2 in singolare.

### 2003-2005, primo titolo Challenger, 203º e successivo crollo nel ranking
Nel marzo 2003 disputa la prima finale Challenger in carriera a Ho Chi Minh e in coppia con Fred Hemmes viene sconfitto da Rik De Voest / Wesley Moodie. Si aggiudica il primo titolo in questa categoria ad agosto a Denver – in uno dei primi tornei giocati in coppia con Aisam-ul-Haq Qureshi – superando in finale Josh Goffi / Jason Marshall per 4-6, 6-3, 6-4. A novembre sale al 203º posto nella classifica mondiale di doppio. Nel 2004 e 2005 vince in totale solo due titoli ITF in doppio e uno in singolare e crolla nel ranking.

### 2006, prime due finali ATP, un titolo Challenger e 107º nel ranking
All'esordio stagionale del 2006 torna a giocare nel circuito maggiore dopo 5 anni a Chennai raggiungendo la sua prima finale ATP in carriera, persa in 2 set in coppia con Prakash Amritraj contro Michal Mertiňák / Petr Pála, risultato con cui entra per la prima volta nella top 200 mondiale. Nel torneo di singolare vince il primo incontro ATP in carriera superando il nº 90 del ranking Cyril Saulnier. A luglio vince il torneo di doppio all'Aptos Challenger. A ottobre disputa la sua seconda finale ATP al torneo di Mumbai, persa contro Mario Ančić / Mahesh Bhupathi, e porta il best ranking alla 107ª posizione. A fine stagione abbandona i tornei ITF dopo averne vinti 4 in singolare e 7 in doppio, farà l'ultima isolata apparizione in singolare in un torneo ITF nel 2008, ritirandosi prima di disputare la finale.

### 2007, 1 finale ATP, 5 titoli Challenger e 66º nel ranking in doppio, un titolo Challenger in singolare
Nel giugno 2007 fa la sua prima esperienza in una prova del Grande Slam perdendo al primo turno nelle qualificazioni di doppio a Wimbledon. A luglio vince a Dublino il suo terzo titolo Challenger e il primo e unico della carriera in singolare, sconfiggendo in finale per 6-4, 6-3 Martin Pedersen; risultato con cui sale al 213º posto mondiale, che rimarrà la migliore posizione della carriera in singolare. La seconda parte della stagione segna una svolta nella carriera di Bopanna, torna a giocare con Qureshi e vincono 4 titoli consecutivi nei tornei Challenger, mentre nei tornei ATP perdono la finale a Mumbai. A ottobre raggiunge la semifinale all'ATP di Stoccolma con Olivier Rochus. Ad agosto entra per la prima volta nella top 100 e chiude il 2007 con il nuovo best ranking al 66º posto mondiale.

### 2008, primo titolo e altre 3 finali ATP, terzo turno agli Australian Open e 43º nel ranking

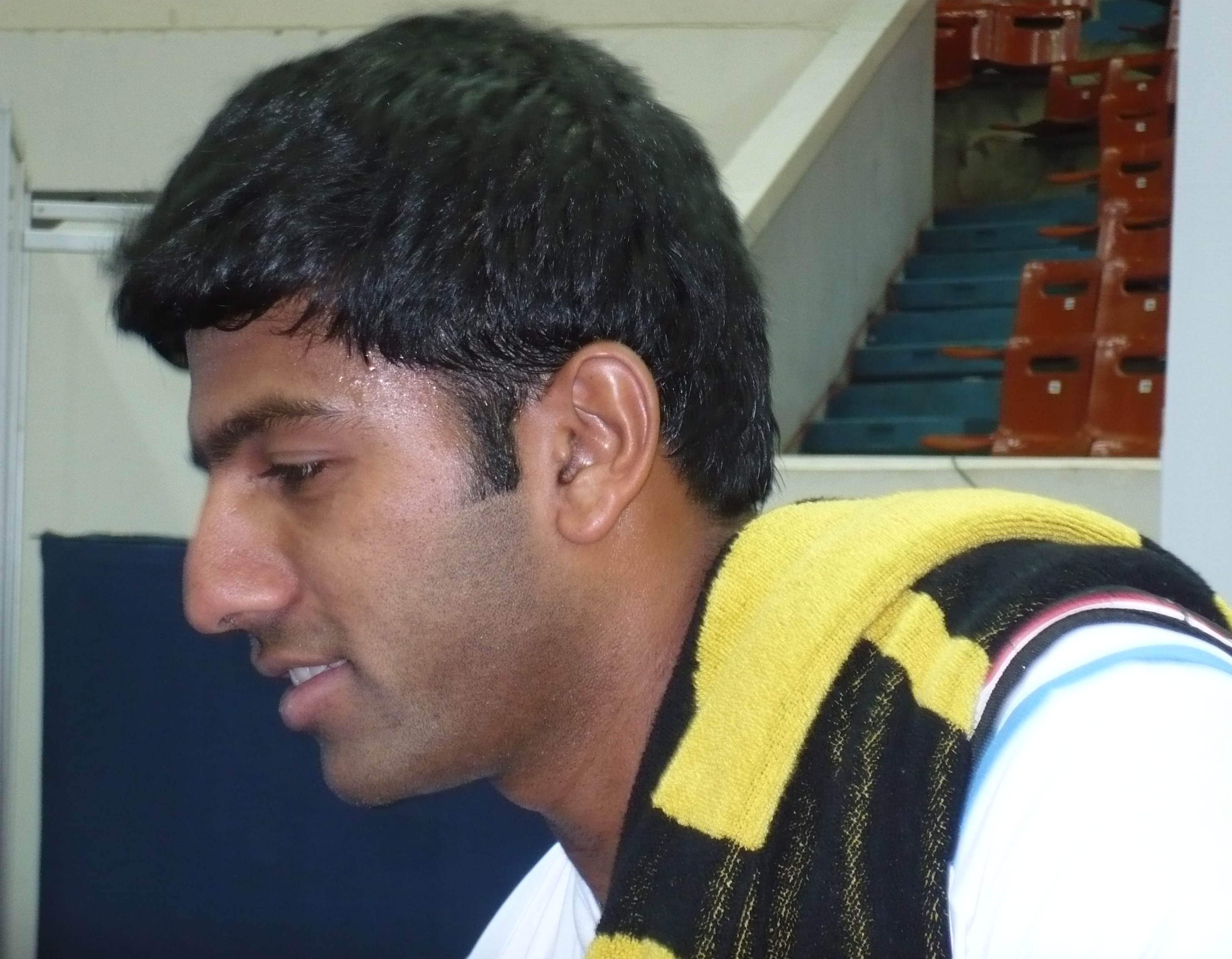
Bopanna nel 2008.

Fa il suo esordio in un tabellone del Grande Slam agli Australian Open 2008 in coppia con Rajeev Ram, vince i suoi primi incontri di categoria eliminando anche le teste di serie nº 5 Paul Hanley / Leander Paes ed escono di scena al terzo turno. Disputerà anche gli altri tre tornei del Grande Slam stagionali, vincendo un solo incontro a Wimbledon. A luglio perde assieme a Qureshi la finale ATP sull'erba di Newport e sale alla 43ª posizione mondiale; a Newport ottiene il risultato più prestigioso in singolare disputando i suoi unici quarti di finale ATP dell'intera carriera, e perde contro Prakash Amritraj dopo aver eliminato il nº 41 del mondo Mardy Fish. Sconfitto nelle prime 4 finali ATP disputate, il 4 agosto 2008 vince il primo titolo del circuito maggiore a Los Angeles in coppia con Eric Butorac, superando in finale Travis Parrott / Dušan Vemić con il punteggio di 7-6, 7-6. A ottobre perde la finale ATP del St. Petersburg Open in coppia con Maks Mirny.

### 2009-2010, finale agli US Open, un titolo e altre 6 finali ATP e 13º al mondo
Nel 2009 disputa una sola finale ATP, persa a San José assieme a Jarkko Nieminen. I tre titoli Challenger vinti con Qureshi non compensano i risultati dell'annata precedente e ad agosto scende alla 100ª posizione. Nel febbraio 2010 vince con Qureshi il suo secondo titolo ATP a Johannesburg superando in rimonta in finale Karol Beck / Harel Levy. In primavera perde con Qureshi due finali ATP a Casablanca e a Nizza, le prime disputate da Bopanna sulla terra battuta. Dopo averne vinti 11 in doppio e 1 in singolare, a maggio Bopanna abbandona i tornei Challenger, che tornerà a giocare in qualche rara occasione negli anni successivi. Sempre con il pakistano vince il primo incontro in carriera al Roland Garros e raggiunge per la prima volta i quarti di finale in uno Slam a Wimbledon.

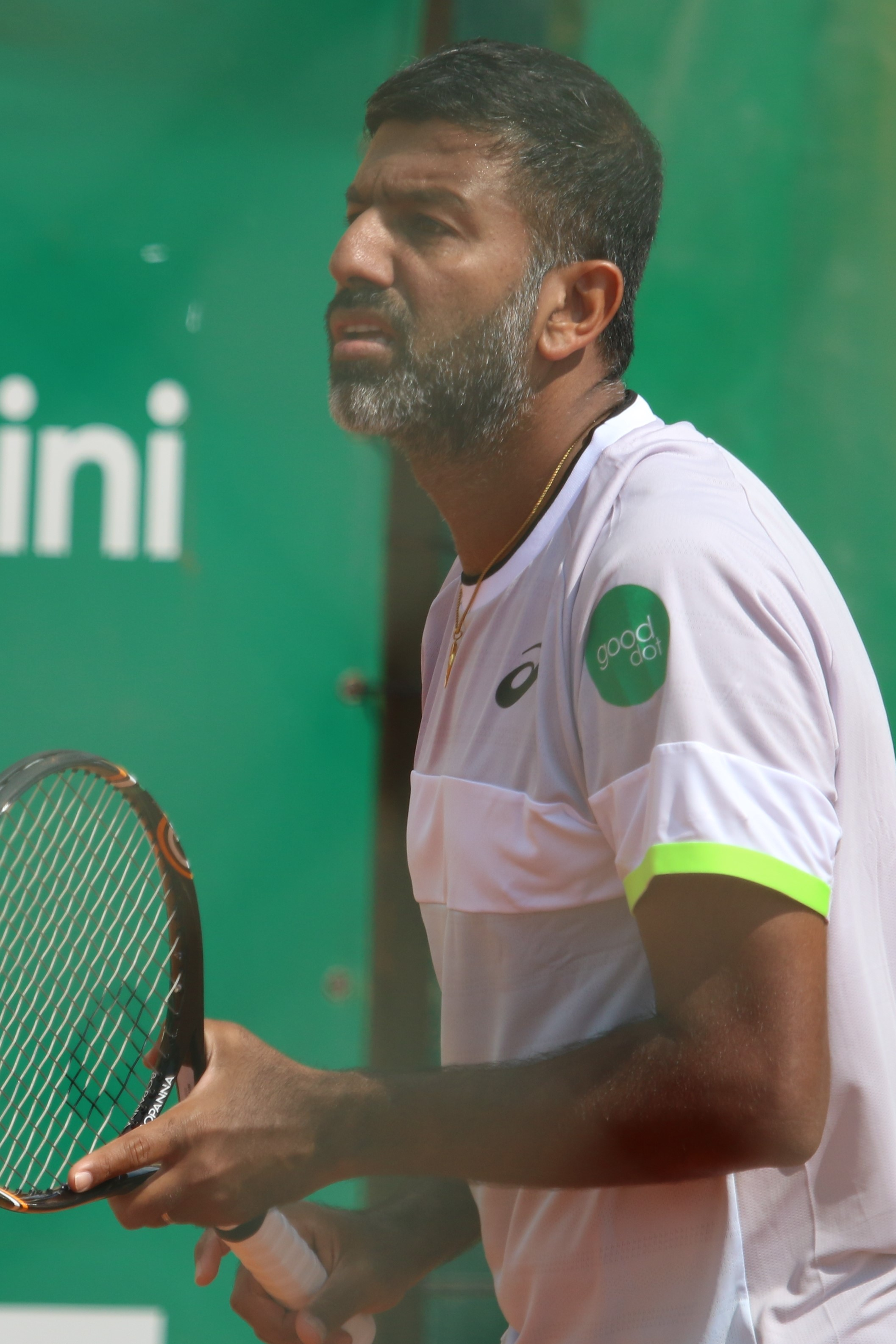
Rohan Bopanna a Monte Carlo nel 2023.

Nella trasferta americana perde anche le finali di Atlanta in coppia con Kristof Vliegen e di New Haven con Qureshi. L'11 settembre disputa la sua prima finale del Grande Slam agli US Open insieme a Qureshi, eliminano tra gli altri le teste di serie nº 2 Daniel Nestor / Nenad Zimonjic e vengono sconfitti dai numeri 1 del mondo Bob e Mike Bryan per 6-7, 6-7; guadagna 14 posizioni nel ranking e sale alla 19ª. A fine ottobre perdono la finale a San Pietroburgo, risultato con cui Bopanna chiude la stagione al 13º posto mondiale, nuovo best ranking.

### 2011–2013: primo titolo Masters 1000, finale alle ATP Finals, semifinale a Wimbledon
Nel novembre 2011 vince con Qureshi il suo primo titolo Masters 1000 al Paris Masters. L'anno successivo gioca insieme a Mahesh Bhupathi raggiungendo la finale alle ATP Finals dopo avere vinto il Masters di Parigi.
Nel 2013 Bopanna ed Édouard Roger-Vasselin raggiungono la semifinale a Wimbledon, risultato con cui Bopanna porta il suo miglior ranking ATP alla 3ª posizione mondiale. Quello stesso anno dirada gli impegni in singolare e negli anni successivi gioca quasi esclusivamente in doppio.

### 2014: un titolo ATP 500
Nel 2014 torna a fare coppia con Qureshi e insieme a lui vince l'ATP 500 di Dubai e raggiunge altre due finali in tornei ATP 250

### 2015: terzo Masters 1000, seconda finale alle Finals
Nel 2015 vince due tornei con Daniel Nestor e due con Florin Mergea, tra cui il Masters di Madrid. Sempre con Mergea arriva in finale alle ATP Finals. Per la prima volta in carriera conclude l'anno tra i primi 10 del ranking, al numero 9.

### 2016: finale a Madrid
Nel 2016 non vince nessun titolo ATP, pur raggiungendo due finali insieme a Mergea, tra cui quella di Madrid per il secondo anno di fila.

### 2017: un titolo Masters 1000, primo titolo Slam in doppio misto
In doppio maschile Bopanna disputa sei finali vincendone tre, tra cui quella del Monte Carlo Masters insieme a Pablo Cuevas con cui trionfa anche a Vienna. Raggiunge inoltre la finale al Masters del Canada insieme a Ivan Dodig e vince il suo primo torneo Slam in doppio misto al Roland Garros con Gabriela Dabrowski.

### 2018: finale in doppio misto agli Australian Open
Nel 2018 Bopanna raggiunge la finale agli Australian Open con Tímea Babos, perdendo da Mate Pavić e Gabriela Dabrowski. Non disputa nessuna finale in doppio maschile. Conclude la stagione al numero 37 mondiale, 19 posizioni in meno rispetto all'anno precedente.

### 2019–2020: due titoli ATP
Nel 2019 vince il Maharashtra Open con Divij Sharan e perde in finale a Stoccarda con Denis Shapovalov.
L'anno successivo vince il Qatar Open con Wesley Koolhof e giunge fino alla finale ad Anversa con Matwé Middelkoop.

### 2021: ritorno con Qureshi, nessuna finale ATP
Nel 2021 Bopanna e Qureshi tornano a giocare insieme in tre occasioni, vincendo però solo un match. Bopanna disputa inoltre le qualificazioni del Singapore Tennis Open, suo primo impegno in singolare dal 2016, perdendo da Christopher  Eubanks 6–3, 6–4. Conclude l'anno senza disputare finali ATP.

### 2022: Semifinale al Roland Garros, tre titoli ATP
Nel 2022 vince due titoli ATP con Ramkumar Ramanathan e uno con Matwé Middelkoop, con cui si spinge arriva anche in semifinale al Roland Garros, perdendo contro Marcelo Arévalo e Jean-Julien Rojer con il punteggio di 4–6, 6–3, 7–6(10–8)

### 2023: seconda finale agli US Open un titolo Masters 1000, ritorno in top 5
Nel 2023 gioca insieme a Matthew Ebden con cui conquista prima un titolo ATP 250 e poi il Masters 1000 di Indian Wells diventando, a 43 anni, il più anziano campione Masters di sempre. I due raggiungono anche la finale al Madrid Masters. Dopo avere perso al primo turno nei primi due Slam stagionali, arrivano in semifinale a Wimbledon. Giungono poi in finale agli US Open, seconda volta per Bopanna, tredici anni dopo la prima. Vengono sconfitti dai campioni uscenti Joe Salisbury e Rajeev Ram dopo aver vinto il primo set. Bopanna diventa così il tennista più anziano ad aver disputato una finale Slam nell'Era Open.
In autunno Bopanna ed Ebden arrivano in finale allo Shanghai Masters venendo sconfitto da Marcel Granollers e Horacio Zeballos. In seguito a questo risultato Bopanna rientra tra i primi 5 giocatori al mondo dopo 10 anni. Successivamente giungono in finale anche a Parigi-Bercy, la loro quarta finale Masters dell'anno, ma perdono contro Édouard Roger-Vasselin e Santiago González.

## Statistiche

### Doppio

#### Vittorie (26)
| Legenda             |
| Grande Slam (1)     |
| ATP Finals (0)      |
| ATP Master 1000 (6) |
| ATP Tour 500 (5)    |
| ATP Tour 250 (14)   |

| N.  | Data             | Torneo                                 | Superficie  | Compagno               | Avversari in finale                        | Punteggio              |
| 1.  | 4 agosto 2008    | Los Angeles Open, Los Angeles          | Cemento     | Eric Butorac           | Travis Parrott Dušan Vemić                 | 7–6(5), 7–6(5)         |
| 2.  | 7 febbraio 2010  | SA Tennis Open, Johannesburg           | Cemento     | Aisam-ul-Haq Qureshi   | Karol Beck Harel Levy                      | 2–6, 6–3, [10–5]       |
| 3.  | 12 giugno 2011   | Halle Open, Halle (Westfalen)          | Erba        | Aisam-ul-Haq Qureshi   | Robin Haase Milos Raonic                   | 7–6(8), 3–6, [11–9]    |
| 4.  | 22 ottobre 2011  | Stockholm Open, Stoccolma              | Cemento (i) | Aisam-ul-Haq Qureshi   | Marcelo Melo Bruno Soares                  | 6–1, 6–3               |
| 5.  | 13 novembre 2011 | Paris Masters, Parigi                  | Cemento (i) | Aisam-ul-Haq Qureshi   | Julien Benneteau Nicolas Mahut             | 6–2, 6–4               |
| 6.  | 3 marzo 2012     | Dubai Tennis Championships, Dubai      | Cemento     | Mahesh Bhupathi        | Mariusz Fyrstenberg Marcin Matkowski       | 4–6, 6–3, [10–5]       |
| 7.  | 4 novembre 2012  | Paris Masters, Parigi (2)              | Cemento (i) | Mahesh Bhupathi        | Aisam-ul-Haq Qureshi Jean-Julien Rojer     | 7–6(8), 6–3            |
| 8.  | 24 febbraio 2013 | Open 13, Marsiglia                     | Cemento     | Colin Fleming          | Aisam-ul-Haq Qureshi Jean-Julien Rojer     | 6–4, 7–6(3)            |
| 9.  | 6 ottobre 2013   | Japan Open Tennis Championships, Tokyo | Cemento     | Édouard Roger-Vasselin | Jamie Murray John Peers                    | 7–6(5), 6–4            |
| 10. | 1º marzo 2014    | Dubai Tennis Championships, Dubai (2)  | Cemento     | Aisam-ul-Haq Qureshi   | Daniel Nestor Nenad Zimonjić               | 6–4, 6–3               |
| 11. | 18 gennaio 2015  | Sydney International, Sydney           | Cemento     | Daniel Nestor          | Jean-Julien Rojer Horia Tecău              | 6–4, 7–6(5)            |
| 12. | 28 febbraio 2015 | Dubai Tennis Championships, Dubai (3)  | Cemento     | Daniel Nestor          | Aisam-ul-Haq Qureshi Nenad Zimonjić        | 6–4, 6–1               |
| 13. | 10 maggio 2015   | Madrid Open, Madrid                    | Terra rossa | Florin Mergea          | Marcin Matkowski Nenad Zimonjić            | 6–2, 6(5)–7, [11–9]    |
| 14. | 14 giugno 2015   | Stuttgart Open, Stoccarda              | Erba        | Florin Mergea          | Alexander Peya Bruno Soares                | 5–7, 6–2, [10–7]       |
| 15. | 8 gennaio 2017   | Chennai Open, Chennai                  | Cemento     | Jeevan Nedunchezhiyan  | Purav Raja Divij Sharan                    | 6–3, 6–4               |
| 16. | 23 aprile 2017   | Monte Carlo Masters, Monte Carlo       | Terra rossa | Pablo Cuevas           | Feliciano López Marc López                 | 6–3, 3–6, [10–4]       |
| 17. | 29 ottobre 2017  | Vienna Open, Vienna                    | Cemento (i) | Pablo Cuevas           | Marcelo Demoliner Sam Querrey              | 7–6(7), 6(4)–7, [11–9] |
| 18. | 5 gennaio 2019   | Maharashtra Open, Pune (2)             | Cemento     | Divij Sharan           | Luke Bambridge Jonny O'Mara                | 6–3, 6–4               |
| 19. | 10 gennaio 2020  | Qatar Open, Doha                       | Cemento     | Wesley Koolhof         | Santiago González Luke Bambridge           | 3–6, 6–2, [10–6]       |
| 20. | 9 gennaio 2022   | Adelaide International 1, Adelaide     | Cemento     | Ramkumar Ramanathan    | Ivan Dodig Marcelo Melo                    | 7-6, 6-1               |
| 21. | 6 febbraio 2022  | Maharashtra Open, Pune (3)             | Cemento     | Ramkumar Ramanathan    | Luke Saville John-Patrick Smith            | 6(10)–7, 6–3, [10-6]   |
| 22. | 2 ottobre 2022   | Tel Aviv Open, Tel Aviv                | Cemento (i) | Matwé Middelkoop       | Santiago González Andrés Molteni           | 6–2, 6–4               |
| 23. | 24 febbraio 2023 | Qatar Open, Doha (2)                   | Cemento     | Matthew Ebden          | Constant Lestienne Botic van de Zandschulp | 6(5)–7, 6–4, [10-6]    |
| 24. | 18 marzo 2023    | Indian Wells Masters, Indian Wells     | Cemento     | Matthew Ebden          | Wesley Koolhof Neal Skupski                | 6–3, 2–6, [10–8]       |
| 25. | 27 gennaio 2024  | Australian Open, Melbourne             | Cemento     | Matthew Ebden          | Simone Bolelli Andrea Vavassori            | 7–60, 7–5              |
| 26. | 29 marzo 2024    | Miami Open, Miami                      | Cemento     | Matthew Ebden          | Austin Krajicek Ivan Dodig                 | 6(3)–7, 6–3, [10–6]    |

#### Finali perse (36)
| Legenda             |
| Grande Slam (2)     |
| ATP Finals (2)      |
| ATP Master 1000 (7) |
| ATP Tour 500 (4)    |
| ATP Tour 250 (21)   |

| N.  | Data              | Torneo                                      | Superficie  | Compagno             | Avversari in finale                       | Punteggio            |
| 1.  | 2 gennaio 2006    | Chennai Open, Chennai                       | Cemento     | Prakash Amritraj     | Michal Mertiňák Petr Pála                 | 2–6, 5–7             |
| 2.  | 25 settembre 2006 | Kingfisher Airlines Tennis Open, Mumbai     | Cemento     | Mustafa Ghouse       | Mario Ančić Mahesh Bhupathi               | 4–6, 7–6(6), [8–10]  |
| 3.  | 24 settembre 2007 | Kingfisher Airlines Tennis Open, Mumbai (2) | Cemento     | Aisam-ul-Haq Qureshi | Robert Lindstedt Jarkko Nieminen          | 6(3)–7, 6(5)–7       |
| 4.  | 13 luglio 2008    | Hall of Fame Tennis Championships, Newport  | Erba        | Aisam-ul-Haq Qureshi | Mardy Fish John Isner                     | 4–6, 6(1)–7          |
| 5.  | 18 ottobre 2008   | St. Petersburg Open, San Pietroburgo        | Cemento (i) | Maks Mirny           | Travis Parrott Dušan Vemić                | 6–3, 6(4)–7, [8–10]  |
| 6.  | 15 febbraio 2009  | Pacific Coast Championships, San José       | Cemento     | Jarkko Nieminen      | Tommy Haas Radek Štěpánek                 | 2–6, 3–6             |
| 7.  | 11 aprile 2010    | Grand Prix Hassan II, Casablanca            | Terra rossa | Aisam-ul-Haq Qureshi | Robert Lindstedt Horia Tecău              | 2–6, 6–3, [7–10]     |
| 8.  | 22 maggio 2010    | Open de Nice Côte d'Azur, Nizza             | Terra rossa | Aisam-ul-Haq Qureshi | Marcelo Melo Bruno Soares                 | 6–1, 3–6, [5–10]     |
| 9.  | 25 luglio 2010    | Atlanta Tennis Championships, Atlanta       | Cemento     | Kristof Vliegen      | Scott Lipsky Rajeev Ram                   | 6–3, 6(4)–7, [10–12] |
| 10. | 28 agosto 2010    | New Haven ATP, New Haven                    | Cemento     | Aisam-ul-Haq Qureshi | Robert Lindstedt Horia Tecău              | 4–6, 5–7             |
| 11. | 11 settembre 2010 | US Open, New York (1)                       | Cemento     | Aisam-ul-Haq Qureshi | Bob Bryan Mike Bryan                      | 6(5)–7, 6(4)–7       |
| 12. | 28 settembre 2010 | St. Petersburg Open, San Pietroburgo (2)    | Cemento (i) | Aisam-ul-Haq Qureshi | Daniele Bracciali Potito Starace          | 6(6)–7, 6(5)–7       |
| 13. | 20 agosto 2012    | Cincinnati Open, Cincinnati                 | Cemento     | Mahesh Bhupathi      | Robert Lindstedt Horia Tecău              | 4–6, 4–6             |
| 14. | 14 ottobre 2012   | Shanghai Masters, Shanghai                  | Cemento     | Mahesh Bhupathi      | Leander Paes Radek Štěpánek               | 4–6, 4–6             |
| 15. | 12 novembre 2012  | ATP World Tour Finals, Londra               | Cemento (i) | Mahesh Bhupathi      | Marcel Granollers Marc López              | 5–7, 6–3, [3–10]     |
| 16. | 19 maggio 2013    | Internazionali d'Italia, Roma               | Terra rossa | Mahesh Bhupathi      | Bob Bryan Mike Bryan                      | 2–6, 3–6             |
| 17. | 11 gennaio 2014   | Sydney International, Sydney                | Cemento     | Aisam-ul-Haq Qureshi | Nenad Zimonjić Daniel Nestor              | 6(3)–7, 6(3)–7       |
| 18. | 24 maggio 2014    | Open de Nice Côte d'Azur, Nizza (2)         | Terra rossa | Aisam-ul-Haq Qureshi | Martin Kližan Philipp Oswald              | 2–6, 0–6             |
| 19. | 11 aprile 2015    | Grand Prix Hassan II, Casablanca (2)        | Terra rossa | Florin Mergea        | Rameez Junaid Adil Shamasdin              | 6–3, 2–6, [7–10]     |
| 20. | 21 giugno 2015    | Halle Open, Halle                           | Erba        | Florin Mergea        | Raven Klaasen Rajeev Ram                  | 6(5)–7, 2–6          |
| 21. | 22 novembre 2015  | ATP World Tour Finals, Londra (2)           | Cemento (i) | Florin Mergea        | Jean-Julien Rojer Horia Tecău             | 4–6, 3–6             |
| 22. | 16 gennaio 2016   | Sydney International, Sydney (2)            | Cemento     | Florin Mergea        | Jamie Murray Bruno Soares                 | 3–6, 6(6)–7          |
| 23. | 8 maggio 2016     | Madrid Open, Madrid                         | Terra rossa | Florin Mergea        | Jean-Julien Rojer Horia Tecău             | 4–6, 6(5)–7          |
| 24. | 4 marzo 2017      | Dubai Tennis Championships, Dubai           | Cemento     | Marcin Matkowski     | Jean-Julien Rojer Horia Tecău             | 6–4, 3–6, [3–10]     |
| 25. | 30 giugno 2017    | Eastbourne International, Eastbourne        | Erba        | André Sá             | Bob Bryan Mike Bryan                      | 7–6(4), 4–6, [3–10]  |
| 26. | 13 agosto 2017    | Canadian Open, Montréal                     | Cemento     | Ivan Dodig           | Pierre-Hugues Herbert Nicolas Mahut       | 4–6, 6–3, [6–10]     |
| 27. | 16 giugno 2019    | Stuttgart Open, Stoccarda                   | Erba        | Denis Shapovalov     | John Peers Bruno Soares                   | 5–7, 3–6             |
| 28. | 25 ottobre 2020   | European Open, Anversa                      | Cemento (i) | Matwé Middelkoop     | John Peers Michael Venus                  | 3–6, 4–6             |
| 29. | 18 febbraio 2022  | Qatar Open, Doha                            | Cemento     | Denis Shapovalov     | Wesley Koolhof Neal Skupski               | 6(4)–7, 1–6          |
| 30. | 24 luglio 2022    | Hamburg European Open, Amburgo              | Terra rossa | Matwé Middelkoop     | Lloyd Glasspool Harri Heliövaara          | 2–6, 4–6             |
| 31. | 23 ottobre 2022   | European Open, Anversa (2)                  | Cemento (i) | Matwé Middelkoop     | Tallon Griekspoor Botic van de Zandschulp | 6–3, 3–6, [5–10]     |
| 32. | 19 febbraio 2023  | Rotterdam Open, Rotterdam                   | Cemento (i) | Matthew Ebden        | Ivan Dodig Austin Krajicek                | 6(5)–7, 6–2, [10–12] |
| 33. | 7 maggio 2023     | Madrid Open, Madrid                         | Terra rossa | Matthew Ebden        | Karen Chačanov Andrej Rublëv              | 3-6, 6-3, [3-10]     |
| 34. | 8 settembre 2023  | US Open, New York (2)                       | Cemento     | Matthew Ebden        | Joe Salisbury Rajeev Ram                  | 6–2, 3–6, 4–6        |
| 35. | 15 ottobre 2023   | Shanghai Masters, Shanghai (2)              | Cemento     | Matthew Ebden        | Marcel Granollers Horacio Zeballos        | 7–5, 2–6, [7–10]     |
| 36. | 13 gennaio 2024   | Adelaide International, Adelaide            | Cemento     | Matthew Ebden        | Rajeev Ram Joe Salisbury                  | 5–7, 7–5, [9–11]     |

### Doppio misto

#### Vittorie (1)
| Tornei del Grande Slam  |
| ----------------------- |
| Australian Open (0)     |
| Open di Francia (1)     |
| Torneo di Wimbledon (0) |
| US Open (0)             |

| N. | Data          | Torneo                  | Superficie  | Compagno           | Avversari in finale              | Punteggio         |
| 1. | 8 giugno 2017 | Open di Francia, Parigi | Terra rossa | Gabriela Dabrowski | Robert Farah Anna-Lena Grönefeld | 2–6, 6–2, [12–10] |

#### Finali perse (2)
| Tornei del Grande Slam  |
| ----------------------- |
| Australian Open (2)     |
| Open di Francia (0)     |
| Torneo di Wimbledon (0) |
| US Open (0)             |

| N. | Data            | Torneo                     | Superficie | Partner     | Avversario in finale          | Punteggio        |
| 1. | 28 gennaio 2018 | Australian Open, Melbourne | Cemento    | Tímea Babos | Mate Pavić Gabriela Dabrowski | 6–2, 4–6, [9–11] |
| 2. | 27 gennaio 2023 | Australian Open, Melbourne | Cemento    | Sania Mirza | Luisa Stefani Rafael Matos    | 6(2)–7, 2–6      |

## Risultati in progressione
| Sigla | Risultato               |
| ----- | ----------------------- |
| V     | Vincitore               |
| F     | Finalista               |
| SF    | Semifinalista           |
| O     | Oro olimpico            |
| A     | Argento olimpico        |
| SF    | Bronzo olimpico         |
| QF    | Quarti di Finale        |
| 4T    | Quarto turno            |
| 3T    | Terzo turno             |
| 2T    | Secondo turno           |
| 1T    | Primo turno             |
| RR    | Round Robin             |
| LQ    | Turno di qualificazione |
| A     | Assente                 |
| ND    | Non disputato           |

| Legenda superfici    |
| -------------------- |
| Cemento              |
| Terra battuta        |
| Erba                 |
| Superficie variabile |

### Singolare
| Tornei Grande Slam         |     |     |     |
| Australian Open, Melbourne | Q2  | Q2  | 0–0 |
| Roland Garros, Parigi      | A   | A   | 0–0 |
| Wimbledon, Londra          | Q1  | A   | 0–0 |
| US Open, New York          | Q2  | A   | 0–0 |
| Vittorie–Sconfitte         | 0–0 | 0–0 | 0–0 |

### Doppio
| Torneo                     | 2007 | 2008 | 2009          | 2010          | 2011          | 2012 | 2013          | 2014          | 2015          | 2016 | 2017          | 2018          | 2019          | 2020          | 2021 | 2022          | 2023          | V–S   |
| -------------------------- | ---- | ---- | ------------- | ------------- | ------------- | ---- | ------------- | ------------- | ------------- | ---- | ------------- | ------------- | ------------- | ------------- | ---- | ------------- | ------------- | ----- |
| Tornei Grande Slam         |      |      |               |               |               |      |               |               |               |      |               |               |               |               |      |               |               |       |
| Australian Open, Melbourne | A    | 3T   | 2T            | 1T            | 3T            | 3T   | 2T            | 3T            | 2T            | 3T   | 2T            | 3T            | 1T            | 1T            | 1T   | 1T            | 1T            | 16–16 |
| Roland Garros, Parigi      | A    | 1T   | 1T            | 2T            | QF            | 1T   | 1T            | 2T            | 3T            | QF   | 3T            | QF            | 3T            | 1T            | QF   | SF            | 1T            | 23–16 |
| Wimbledon, Londra          | Q1   | 2T   | A             | QF            | 1T            | 2T   | SF            | 2T            | SF            | 3T   | 2T            | 2T            | 1T            | ND            | 1T   | A             | SF            | 18–11 |
| US Open, New York          | A    | 1T   | A             | F             | SF            | 1T   | 3T            | 1T            | QF            | 2T   | 2T            | QF            | 3T            | QF            | 3T   | 1T            | F             | 30–14 |
| Vittorie–Sconfitte         | 0–0  | 3–4  | 1–2           | 9–4           | 9–4           | 3–4  | 7–4           | 4–4           | 10–4          | 8–4  | 5–4           | 9–4           | 3–4           | 2–3           | 4–4  | 4–3           | 10–3          | 91–59 |
| Torneo di Fine Anno        |      |      |               |               |               |      |               |               |               |      |               |               |               |               |      |               |               |       |
| ATP Finals                 | A    | A    | A             | A             | RR            | F    | A             | A             | F             | A    | A             | A             | A             | A             | A    | A             |               | 6–7   |
| Vittorie–Sconfitte         | 0–0  | 0–0  | 0–0           | 0–0           | 0–3           | 3–2  | 0–0           | 0–0           | 3–2           | 0–0  | 0–0           | 0–0           | 0–0           | 0–0           | 0–0  | 0–0           |               | 6–7   |
| Giochi Olimpici            |      |      |               |               |               |      |               |               |               |      |               |               |               |               |      |               |               |       |
| Giochi Olimpici            | ND   | A    | Non disputati | Non disputati | Non disputati | 2T   | Non disputati | Non disputati | Non disputati | 1T   | Non disputati | Non disputati | Non disputati | Non disputati | A    | Non disputati | Non disputati | 1–2   |
| Vittorie–Sconfitte         | ND   | 0–0  | Non disputati | Non disputati | Non disputati | 1–1  | Non disputati | Non disputati | Non disputati | 0–1  | Non disputati | Non disputati | Non disputati | Non disputati | 0–0  | Non disputati | Non disputati | 1–2   |

### Doppio misto
| Torneo                     | 2007          | 2008          | 2009          | 2010          | 2011          | 2012 | 2013          | 2014          | 2015          | 2016 | 2017          | 2018          | 2019          | 2020          | 2021 | 2022          | 2023          | V–S   |
| -------------------------- | ------------- | ------------- | ------------- | ------------- | ------------- | ---- | ------------- | ------------- | ------------- | ---- | ------------- | ------------- | ------------- | ------------- | ---- | ------------- | ------------- | ----- |
| Tornei Grande Slam         |               |               |               |               |               |      |               |               |               |      |               |               |               |               |      |               |               |       |
| Australian Open, Melbourne | A             | A             | A             | A             | 1T            | QF   | QF            | QF            | 1T            | QF   | QF            | F             | 1T            | QF            | 1T   | 1T            | F             | 19–13 |
| Roland Garros, Parigi      | A             | A             | A             | A             | 1T            | 1T   | 1T            | QF            | 1T            | 2T   | V             | 1T            | 1T            | ND            | A    | 2T            | A             | 9–9   |
| Wimbledon, Londra          | A             | 2T            | A             | 1T            | QF            | QF   | QF            | 3T            | 2T            | 3T   | QF            | A             | 2T            | ND            | 3T   | A             | 1T            | 14–12 |
| US Open, New York          | A             | A             | A             | 1T            | 1T            | 1T   | 1T            | QF            | SF            | QF   | QF            | 1T            | 2T            | ND            | A    | 1T            | 2T            | 11–12 |
| Vittorie–Sconfitte         | 0–0           | 1–1           | 0–0           | 0–2           | 2–4           | 4–4  | 4–4           | 7–4           | 4–4           | 6–4  | 11–3          | 4–3           | 1–4           | 2–1           | 2–2  | 1–3           | 4–3           | 53–46 |
| Giochi Olimpici            |               |               |               |               |               |      |               |               |               |      |               |               |               |               |      |               |               |       |
| Giochi Olimpici            | Non disputati | Non disputati | Non disputati | Non disputati | Non disputati | A    | Non disputati | Non disputati | Non disputati | SF   | Non disputati | Non disputati | Non disputati | Non disputati | A    | Non disputati | Non disputati | 2–2   |
| Vittorie–Sconfitte         | Non disputati | Non disputati | Non disputati | Non disputati | Non disputati | 0–0  | Non disputati | Non disputati | Non disputati | 2–2  | Non disputati | Non disputati | Non disputati | Non disputati | 0–0  | Non disputati | Non disputati | 2–2   |